# Carl Thunberg
Carl Boris Gunnar Thunberg, geboren als Sumonja 28 november 1965 in de Högalid-parochie in Stockholm, was de leider van de Militaire Liga (Militärligan) die in in de jaren negentig een reeks gewelddadige overvallen pleegde op bankfilialen in Midden-Zweden. Hij vormde de bende samen met enkele familieleden en kennissen. In 1993 werd hij gearresteerd na een overval in Heby en kreeg gevangenisstraf van veertien jaar. Toen hij weer vrijkwam begon hij te werken als zelfstandige, maar werd hij in augustus 2008 verdacht van een moord in Polen. In 2009 werd hij vrijgesproken wegens gebrek aan bewijs en kreeg een schadevergoeding van SEK 390.000 toegekend voor de tien maanden die hij in de gevangenis doorgebracht had.
Thunbergs broer, Stefan Thunberg, schreef de roman Made in Sweden waarin hij het verhaal van de Militaire Liga vertelt.